# Turnul Genex
Poarta de Vest a Belgradului ( sârbă Западна Капија Београда, cu alfabetul latin: Zapadna Kapija Beograda ), cunoscut și sub numele de Turnul Genex (în sârbă Кула Генекс, cu alfabetul latin: Kula Geneks), este un zgârie-nori cu 36 de etaje din Belgrad, Serbia, care a fost proiectat în 1977 de Mihajlo Mitrović în stil brutalist. Este format din două turnuri conectate cu un pod cu două etaje și un restaurant rotativ în partea de sus. Are 117 metri (384 ft) înălțime (cu tot cu restaurant 135–140 metri (443–459 ft)) și este al doilea cel mai înalt din Belgrad după Turnul Ušće.
Clădirea este concepută pentru a semăna cu o poartă înaltă care întâmpină oamenii care sosesc în oraș din vest (drumul de la Aeroportul Nikola Tesla către centrul orașului duce pe acest drum). Disputată și criticată în timpul procesului de proiectare și construcție, clădirea este astăzi un punct de reper dominant în Belgrad. 
Unul dintre turnuri a fost ocupat de grupul de stat Genex. Turnul a primit numele popular "Genex" după acest grup, în timp ce titlul său oficial rămâne Turnul de Vest al Belgradului. Al doilea turn, mai înalt, este rezidențial. Turnul ocupat anterior de compania Genex este gol, în timp ce turnul rezidențial găzduiește încă zeci de oameni. Restaurantul rotativ de deasupra lui nu mai răsucește. 

## Locație
Clădirea este situată în municipiul Novi Beograd, pe strada Narodnih heroja 41-43. Este de fapt situat la colțul străzii și pe ruta europeană E75. La vest de poartă se află cartierele Studentski Grad și Tošin Bunar, în timp ce Fontana este la nord. În sistemul de numerotare a blocurilor Noului Belgrad, clădirea aparține blocului 33.   

## Istorie
La sfârșitul anilor 1960, arhitectul Mihajlo Mitrović a primit sarcina de a proiecta o clădire cu 12 etaje și sediile centrale ale comunității locale Sutjeska, o unitate administrativă sub-municipală, pe strada Narodnih heroja. Mitrović a sugerat două clădiri conectate și mult mai înalte, care ar face un simbol recunoscut al capitalei. A urmat o opoziție acerbă, dezacorduri și dispute, dar Mitrović a fost persistent în ideea sa, oferind explicații detaliate și exhaustive în fața numeroaselor comisii. În cele din urmă i s-a dat undă verde, iar bazele au fost puse în 1971.  Turnurile au fost construite de firma de construcții „Rad”.
Cu toate acestea, proiectul s-a confruntat cu neîncredere și a fost contestat în tot timpul construcției.  Dar opoziția a continuat în următorii ani. Chiar și în anii 2010, o celebră caricatură a lui Ivo Kušanić în cotidianul Politika este încă menționată și reprodusă. Arată o spânzurătoare lângă clădire și textul: Pentru cine este această spânzurătoare? Pentru arhitect! 

## Arhitectură
Cele două turnuri care fac clădirea nu au aceeași înălțime. Cel mai înalt este un turn rezidențial cu 30 de etaje, în timp ce cel inferior este unul de afaceri cu 26 de etaje. Podul le leagă la etajul 26. Restaurantul rotativ construit în partea de sus nu a funcționat niciodată. Clădirea are 117,76 metri (386,4 ft) înălțime.  
Clădirea a fost proiectată în stil brutalist, cu câteva elemente de structuralism și constructivism. Este considerat un reprezentant principal al arhitecturii brutaliste din Serbia și unul dintre cele mai bune stiluri construite în anii 1960 și 1970 din lume. Tratamentul formei și detaliilor asociază ușor clădirea cu postmodernismul și este astăzi unul dintre rarii reprezentanți supraviețuitori ai perioadei timpurii a acestui stil în Serbia. Expresia artistică a porții a marcat o întreagă epocă în arhitectura sârbească. 

### Mural
În 1979, Lazar Vujaklija a pictat o pictură murală la intrare. Pictura murală acoperă fațada și tavanul de deasupra intrării. A fost unul dintre primele picturi murale din Belgrad, precedat de pictura murală din 1970 pictată pe o clădire din Bulevar Revolucije, realizată tot de Vujaklija. O altă lucrare a fost adăugată în anii 2010, descrisă de arhitecți ca un „graffiti, care este inadecvat și nu o operă de artă”. După o reacție a arhitecților, autorul graffiti-ului a decis să-l vopsească, într-un acord cu fiica lui Mihajlo Mitrović care a moștenit drepturile autorului .  

## Protecție
Clădirea este plasată sub protecția preliminară. Înseamnă că ar trebui tratat ca și cum ar fi protejat până la luarea deciziei finale cu privire la protecție. În 2019, Asociația Arhitecților Sârbi a depus o moțiune pentru ca Poarta de Vest a Belgradului să devină un monument cultural protejat complet. 

## Comunitate locală
Comunitatea locală Sutjeska avea o populație de 5.067 de oameni în 1981 și 5.187 în 1991. La recensământul din 2002, a fost redenumit în Comunitatea Locală a Porții de Vest, după clădire, și avea o populație de 4.278 de oameni.  Ulterior a fost anexat la comunitatea locală vecină Fontana.

## Galerie

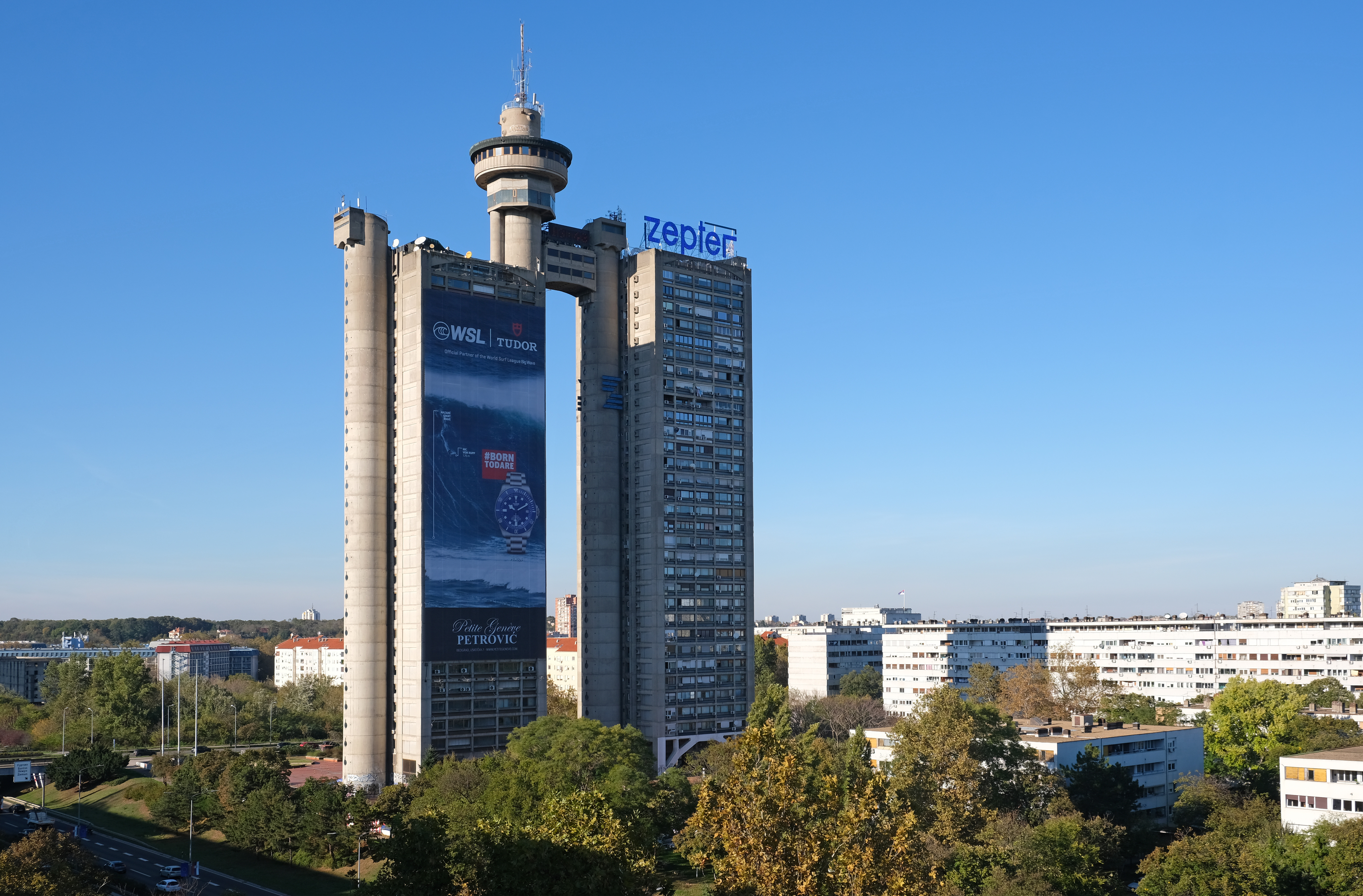
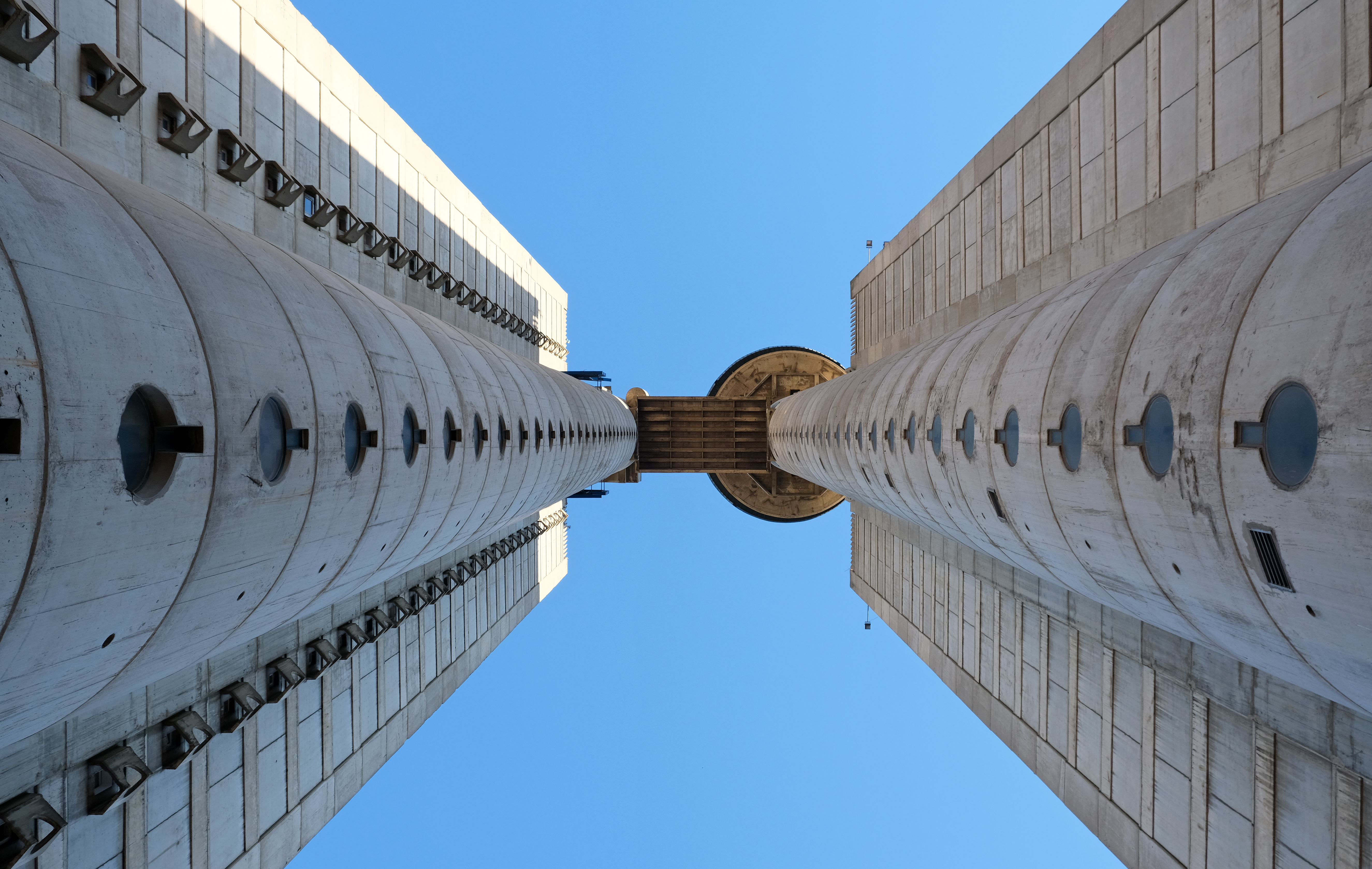
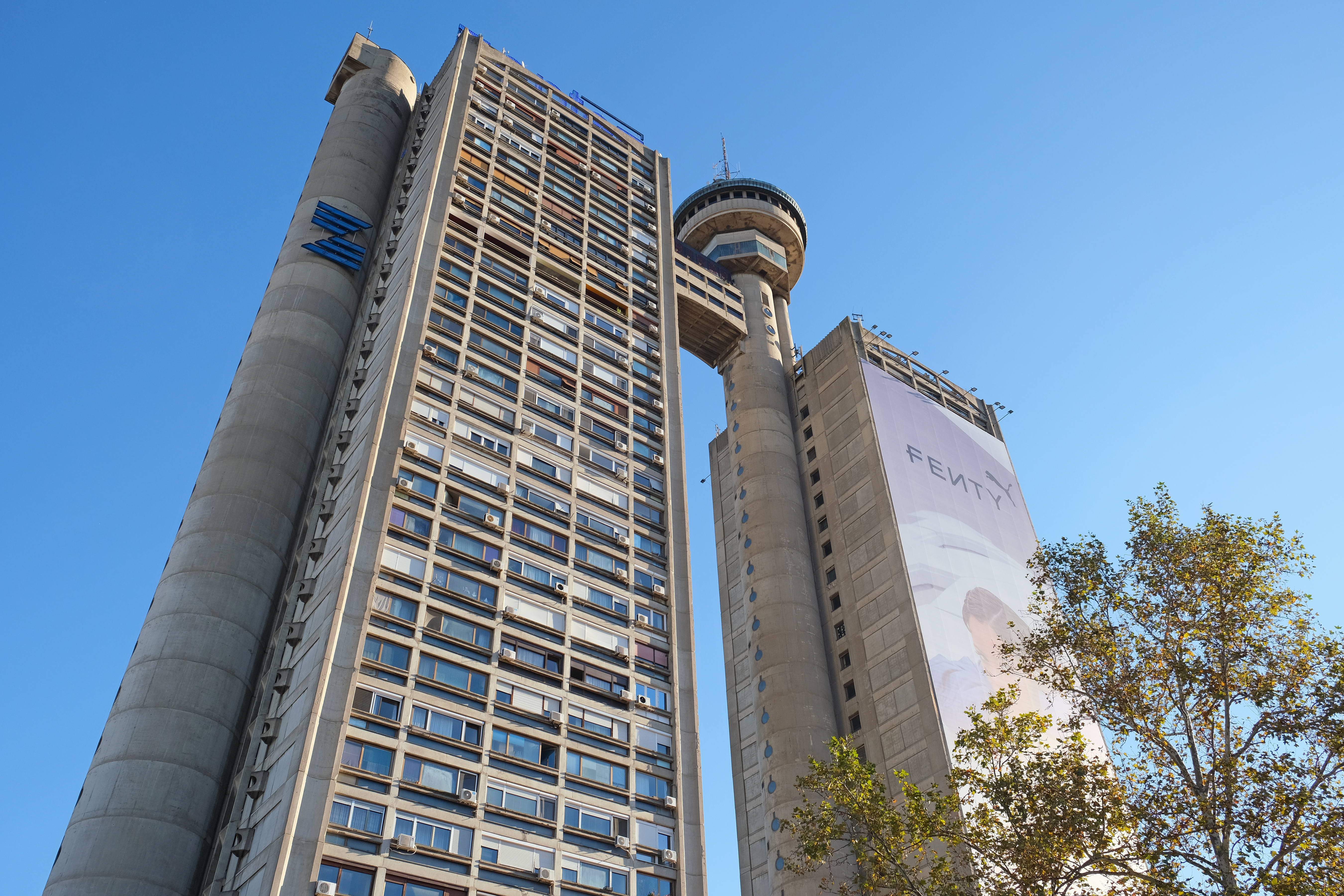
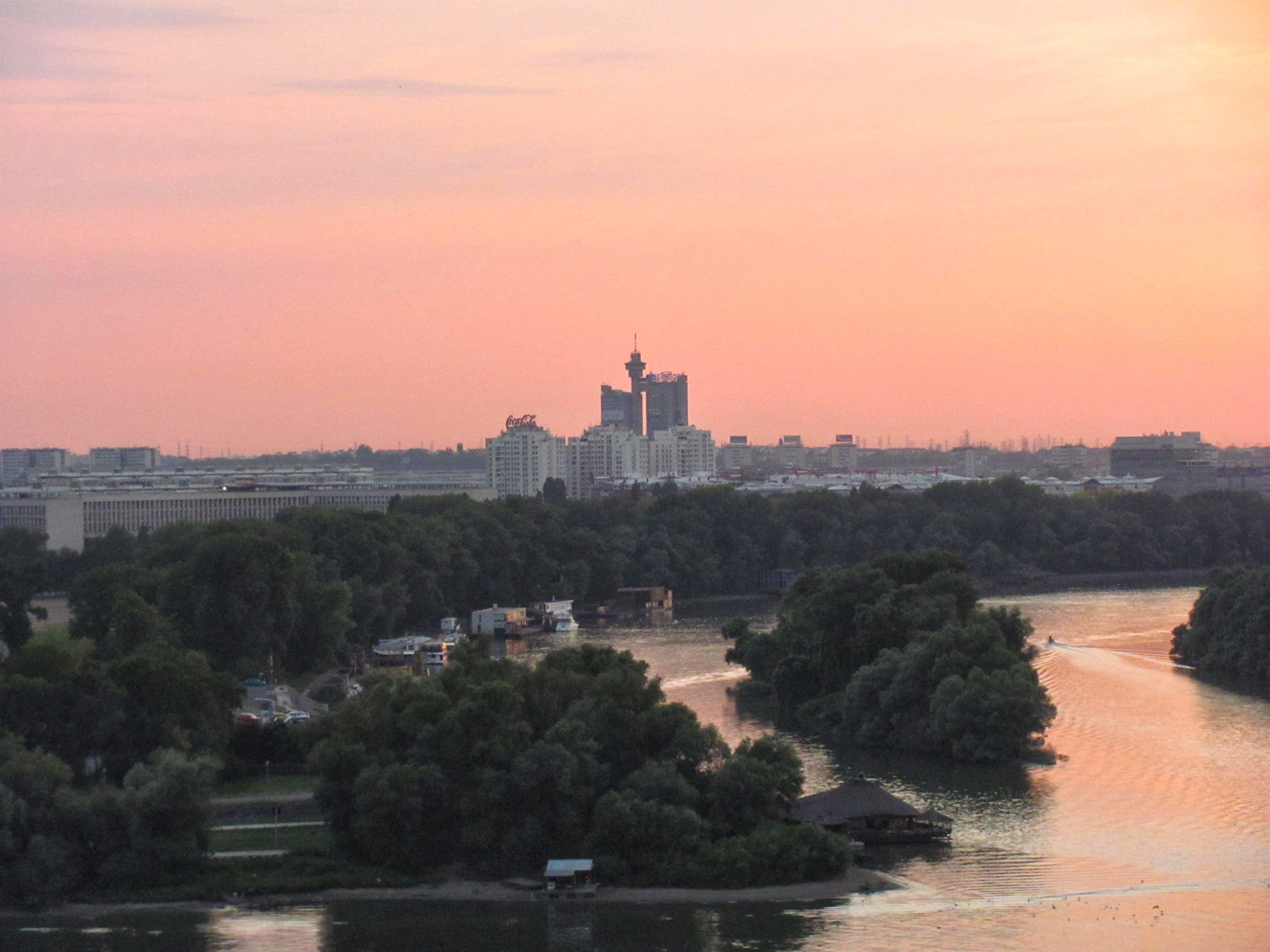